# Sangineto
Sangineto ist eine italienische Gemeinde mit 1215 Einwohnern (Stand 31. Dezember 2023) in der Provinz Cosenza in Kalabrien.
Das Gebiet der Gemeinde liegt auf einer Höhe von 275 m über dem Meeresspiegel und umfasst eine Fläche von 27,5 km². Sangineto liegt etwa 73 km nordwestlich von Cosenza. Die Nachbargemeinden sind Belvedere Marittimo, Bonifati und Sant’Agata di Esaro.